# MBIH!
MBIH! är en EP av den belgiska new wave-gruppen The Neon Judgement, utgiven 1985.

## Låtlista
Sida A
1. I Wish I Could
2. Let's Get Born
3. Tomorrow In The Papers

Sida B
1. Brain Dance
2. Sister Sue
3. See That

## Medverkande
- Dirk Da Davo (Dirk Timmermans) – sång, synthesizer
- TB Frank (Franz Jan Erik Vloeberghs) – sång, gitarr